# John Child (beach-volley)
Pour les articles homonymes, voir John Child.
John Child, né le 4 mai 1967 à Toronto, est un joueur de beach-volley canadien.

## Palmarès
- Jeux olympiques
  -  Médaille de bronze en 1996 à Atlanta avec Mark Heese